# Anwar Saifullah Khan
Anwar Saifullah Khan (en ourdou : أنور سيف الله خان), né le 7 juin 1945 à Peshawar, est un homme politique pakistanais. Membre de la Ligue musulmane du Pakistan (J) puis du Parti du peuple pakistanais, il est deux fois ministre durant les années 1990, dans les gouvernements de Nawaz Sharif puis de Benazir Bhutto. 
Il est cité dans l'affaire des Panama Papers en avril 2016.

## Famille et éducation
Anwar Saifullah Khan est né le 7 juin 1945 à Peshawar, dans la province de la Frontière-du-Nord-Ouest, d'une famille issue d'une tribu pachtoune, les Marwats. Il fait une partie de ses études à l'université de Peshawar.
Il est le beau-fils du président Ghulam Ishaq Khan et le beau-père du ministre Omar Ayub Khan. 

## Carrière politique
Anwar Saifullah Khan est sénateur du 21 décembre 1990 jusqu'au 21 mars 1997, sous l'étiquette de la Ligue musulmane du Pakistan (J) qui soutient donc l'homme politique Muhammad Khan Junejo.
Alors que son parti est membre de l'Alliance démocratique islamique, qui remporte les élections législatives de 1990, il devient ministre de l'environnement et de la ville dans le gouvernement de Nawaz Sharif. Il perd son poste en juillet 1993 à la suite de la crise politique qui oppose son Premier ministre et le président Ghulam Ishaq Khan, par ailleurs son beau-père. 
À la suite des élections législatives de 1993, il effectue avec son parti un renversement d'alliance en s'alliant avec Benazir Bhutto qui retrouve son poste de Première ministre, et est nommé ministre du pétrole et des ressources naturelles dans son gouvernement.
Il est élu député provincial dans le district de Lakki Marwat lors des élections législatives de 2008 puis rejoint le Parti du peuple pakistanais peu après. 